# E841号線
E841号線 (E841ごうせん、英: European route E841) はイタリアにあり、アヴェッリーノ – サレルノを結ぶ、欧州自動車道路のBクラス幹線道路。

## 経路
- イタリア
  - E842号線 – アヴェッリーノ
  - E45号線 – サレルノ